# Le Touvet
Le Touvet és un municipi francès situat al departament de la Isèra i a la regió d'Alvèrnia-Roine-Alps. L'any 2007 tenia 2.987 habitants.

## Demografia

### Població
El 2007 la població de fet de Le Touvet era de 2.987 persones. Hi havia 1.155 famílies de les quals 373 eren unipersonals (167 homes vivint sols i 206 dones vivint soles), 274 parelles sense fills, 421 parelles amb fills i 87 famílies monoparentals amb fills.
La població ha evolucionat segons el següent gràfic:
Habitants censats

### Habitatges
El 2007 hi havia 1.265 habitatges, 1.186 eren l'habitatge principal de la família, 7 eren segones residències i 72 estaven desocupats. 793 eren cases i 458 eren apartaments. Dels 1.186 habitatges principals, 848 estaven ocupats pels seus propietaris, 303 estaven llogats i ocupats pels llogaters i 35 estaven cedits a títol gratuït; 18 tenien una cambra, 123 en tenien dues, 211 en tenien tres, 297 en tenien quatre i 537 en tenien cinc o més. 946 habitatges disposaven pel capbaix d'una plaça de pàrquing. A 478 habitatges hi havia un automòbil i a 578 n'hi havia dos o més.

### Piràmide de població
La piràmide de població per edats i sexe el 2009 era:
| Homes | Edats   | Dones |
| ----- | ------- | ----- |
| 4     | 95 o +  | 24    |
| 8     | 90 a 94 | 16    |
| 20    | 85 a 89 | 52    |
| 20    | 80 a 84 | 32    |
| 44    | 75 a 79 | 36    |
| 24    | 70 a 74 | 64    |
| 56    | 65 a 69 | 52    |
| 48    | 60 a 64 | 56    |
| 72    | 55 a 59 | 40    |
| 76    | 50 a 54 | 84    |
| 72    | 45 a 49 | 92    |
| 124   | 40 a 44 | 124   |
| 84    | 35 a 39 | 116   |
| 132   | 30 a 34 | 156   |
| 120   | 25 a 29 | 92    |
| 60    | 20 a 24 | 60    |
| 104   | 15 a 19 | 72    |
| 120   | 10 a 14 | 108   |
| 120   | 5 a 9   | 104   |
| 72    | 0 a 4   | 72    |

## Economia
El 2007 la població en edat de treballar era de 1.781 persones, 1.402 eren actives i 379 eren inactives. De les 1.402 persones actives 1.322 estaven ocupades (700 homes i 622 dones) i 80 estaven aturades (33 homes i 47 dones). De les 379 persones inactives 150 estaven jubilades, 148 estaven estudiant i 81 estaven classificades com a «altres inactius».

### Ingressos
El 2009 a Le Touvet hi havia 1.193 unitats fiscals que integraven 3.075 persones, la mediana anual d'ingressos fiscals per persona era de 22.682 €.

### Activitats econòmiques
Dels 194 establiments que hi havia el 2007, 5 eren d'empreses extractives, 2 d'empreses alimentàries, 4 d'empreses de fabricació d'altres productes industrials, 26 d'empreses de construcció, 32 d'empreses de comerç i reparació d'automòbils, 4 d'empreses de transport, 10 d'empreses d'hostatgeria i restauració, 5 d'empreses d'informació i comunicació, 13 d'empreses financeres, 11 d'empreses immobiliàries, 26 d'empreses de serveis, 43 d'entitats de l'administració pública i 13 d'empreses classificades com a «altres activitats de serveis».
Dels 47 establiments de servei als particulars que hi havia el 2009, 1 era una oficina d'administració d'Hisenda pública, 1 gendarmeria, 1 oficina de correu, 2 oficines bancàries, 1 funerària, 5 tallers de reparació d'automòbils i de material agrícola, 1 autoescola, 8 paletes, 1 guixaire pintor, 2 fusteries, 6 lampisteries, 1 empresa de construcció, 4 perruqueries, 1 veterinari, 1 agència de treball temporal, 3 restaurants, 5 agències immobiliàries, 1 tintoreria i 2 salons de bellesa.
Dels 17 establiments comercials que hi havia el 2009, 1 era un supermercat, 2 grans superfícies de material de bricolatge, 2 botiges de menys de 120 m², 2 fleques, 3 carnisseries, 1 una llibreria, 1 una botiga de roba, 1 una botiga d'equipament de la llar, 1 una botiga de material esportiu, 1 una perfumeria i 2 floristeries.
L'any 2000 a Le Touvet hi havia 12 explotacions agrícoles que ocupaven un total de 125 hectàrees.

## Equipaments sanitaris i escolars
El 2009 hi havia 2 farmàcies i 1 ambulància.
El 2009 hi havia 1 escola maternal i 1 escola elemental. Le Touvet disposava d'un col·legi d'educació secundària amb 569 alumnes.

## Poblacions més properes
El següent diagrama mostra les poblacions més properes.